# Lucien Janssoone
Pour les articles homonymes, voir Jansoone.
Lucien Janssoone, né le 23 mars 1898 à Ghyvelde (Nord) et mort le 23 août 1944 à Diez-sur-Lahn (Allemagne), est un résistant français.
« Ceux qui vivent, ce sont ceux qui luttent. Quelle victoire sa vie ». Ces mots inscrits sur la stèle de Lucien Janssoone à l'école primaire de la rue Émile-Zola de Caudry résument bien ce que fut l'existence de cet homme sympathique, vif et courageux.

## Biographie
Né à Ghyvelde, d'un père cordonnier et d'une mère repasseuse, Lucien Janssoone fit de brillantes études. Il fut reçu au brevet élémentaire et admis, en 1915, à l'École normale de Douai. Instituteur à Rosendaël au début des années 1920, il prit la direction des cours complémentaires de garçons à Caudry à partir d'octobre 1933.
Membre de nombreuses sociétés locales, animateur des œuvres scolaires et postscolaires, Lucien Janssoone choisit de s'engager dans la résistance, dès les premiers jours de l'occupation.
À l'école du Nieppe (Renescure Nord), cet instituteur est à l'origine de la création en 1928 d'une société de tir post scolaire nommée "la sans pareille". Il n'y restera qu'un an, semble-t-il.
Au sein de l'OCM (Organisation civile et militaire), Lucien Janssoone assura, dès 1942, l'hébergement et le convoyage des aviateurs alliés abattus, collecta et achemina des renseignements d'ordre militaire, coordonna des parachutages d'armes pour le réseau "Castille", organisa des kermesses au profit des prisonniers de guerre et vint au secours des réfractaires au service du travail obligatoire avec l'aide d'André Maillez, Victor Cordonnier, Marcel Drombry, Léonce Bajart, Auguste Lemaire…
Arrêté le 14 décembre 1943, Lucien Janssoone fut condamné à mort le 12 mai 1944. Incarcéré à la citadelle de Diez-sur-Lahn (Allemagne), Lucien Janssoone fut fusillé le 23 août 1944.
À la Libération, le conseil municipal de Caudry décida de débaptiser l'école Jules-Ferry et de l'appeler école Lucien-Janssoone.

## Sources
- André Flament et Patrick Raguet, Histoire de Caudry, Nord Patrimoine Éditions (voir page 176). Numéro  (ISBN 2912961181)
- Robert Noote, Histoire de Ghyvelde